# Hansa Express
Die Hansa Express war eine 1962 gebaute Ro-Pax-Fähre der Reederei Finnlines. Sie war die erste Passagierfähre, die zwischen Deutschland und Finnland verkehrte. Bis Ende der 1970er-Jahre verkehrte sie auf unterschiedlichen Fährverbindungen in der Ostsee. 1981 wurde die Fähre nach Griechenland verkauft und dort weiter im Fährverkehr eingesetzt. 2003 wurde sie in der Türkei abgewrackt.

## Geschichte
Das im März 1960 bestellte Schiff wurde unter der Baunummer 20 auf der Hanseatischen Werft in Hamburg gebaut. Die Kiellegung fand am 15. September 1961, der Stapellauf am 2. Februar 1962 statt. Das Schiff wurde am 18. Juli 1962 abgeliefert.
Das Schiff sollte ursprünglich für die Rederi Ab Vikinglinjen in Mariehamn gebaut werden, die es zwischen Pargas und Kapellskär einsetzen wollte. Aufgrund von Zahlungsschwierigkeiten wurde der Bauvertrag jedoch Anfang 1962 gekündigt und die Fähre an Merivienti in Helsinki verkauft.
Mit der Fähre wurde von Finnlines, einer Tochtergesellschaft von Merivienti, die erste Passagierverbindung zwischen Finnland und Deutschland angeboten. Der Dienst wurde am 24. Juli 1962 mit der ersten Abfahrt von Hanko via Visby auf Gotland nach Travemünde aufgenommen. Da sich das Schiff rasch als zu klein erwies, wurde es Anfang 1963 auf der Werft Kieler Howaldtswerke in Kiel um 7,8 m verlängert. Aus Kapazitätsgründen wurde nach dem Umbau Helsinki statt Hanko angelaufen. Auch beim Anlauf in Schweden gab es Änderungen. Auf der Insel Gotland, die nur in den Sommermonaten bedient wurde, änderte sich der Anlaufhafen von Visby auf Slite. Im Winterhalbjahr wurde stattdessen Kalmar auf dem Festland angelaufen. Nach der Sommersaison 1964 wurde Karlskrona Anlaufhafen in Schweden und 1965 Nynäshamn in den Fahrplan aufgenommen.
Ab 1966 wurden die Ende März bzw. Anfang Juli in Dienst gestellten Fähren Finnhansa und Finnpartner von Finnlines auf der Verbindung zwischen Finnland und Deutschland eingesetzt. Die Hansa Express wurde daraufhin von Mitte April bis Mitte September 1966 als Finndana zwischen Helsinki und Kopenhagen eingesetzt. Von Oktober 1966 bis Juni 1967 fuhr sie in Charter der TT-Line zwischen Travemünde und Trelleborg.
1967 wurde das Schiff an Polska Żegluga Morska verkauft. Die in Gryf umbenannte Fähre wurde ab Juni 1967 zunächst auf der neu eingerichteten Verbindung zwischen Swinemünde und Ystad eingesetzt. Im Juni 1973 wurde sie auf die ebenfalls neu eingerichtete Fährverbindung zwischen Danzig und Helsinki verlegt. Im Mai 1977 wurde das Schiff aus der Fahrt genommen.
1981 wurde das Schiff nach Griechenland verkauft und als Eolos von der Reederei Fragline zwischen Patras, Korfu, Igoumenitsa und Brindisi eingesetzt. Im Januar 1995 übernahm A.K. Ventouris Shipping das Schiff und setzte es als Agios Vassilios zwischen Igoumenitsa und Brindisi ein. Infolge des Konkurses der Reederei Ende 1996 wurde das Schiff in Elefsina aufgelegt. Im Oktober 1998 wurde es verkauft. Eine Vercharterung der Fähre an Artemis Lines, die sie zwischen Italien und Albanien einsetzen wollte, kam nicht zustande. Das Schiff wurde schließlich im Mai 2003 an eine Abwrackwerft in Aliağa verkauft und dort ab Juli 2003 unter dem verkürzten Namen Agi abgewrackt.

## Technische Daten und Ausstattung
Die Fähre wurde von zwei Sechszylinder-Dieselmotoren des Typs NOHAB-Polar M66TS mit jeweils 2880 PS angetrieben. Die Motoren wirkten auf zwei Propeller.
Die Fähre verfügte über ein durchlaufendes Fahrzeugdeck mit fünf Fahrspuren. Das Fahrzeugdeck war vollständig geschlossen und über je eine herunterklappbare Bug- und Heckrampe zugänglich. Die Bugrampe befand sich hinter einem nach oben aufklappbaren Bugvisier. Auf beiden Seiten war jeweils ein zusätzliches einspuriges Fahrzeugdeck eingehängt, das über herunterklappbare Rampen zugänglich war.
Oberhalb des Fahrzeugdecks befanden sich drei weitere Decks unter anderem mit den Einrichtungen für die Passagiere und die Schiffsbesatzung sowie der Brücke im Bugbereich. Bei der Verlängerung der Fähre Anfang 1963 wurden auch zusätzliche Kabinen eingebaut. Die Anzahl der verfügbaren Betten für die Passagiere stieg von 133 auf 179.